# Отчёт 1983—1993
«Отчёт 1983—1993» — трибьют-альбом рок-группе Nautilus Pompilius.

## Об альбоме
Работа над проектом «Отчёт за 10 лет», приуроченного к 10-летию группы началась осенью 1992 года. Идея проекта состояла в том, чтобы дать ленинградским, московским и свердловским коллективам лучшие композиции «Наутилуса» с целью выпуска сборника кавер-версий и проведения совместных юбилейных концертов.
Впервые такая задумка пришла в голову Александру Гноевых, прочитав статью о концерте, посвящённом Джону Леннону, однако для других рок-музыкантов это оказалось непривычным делом. Альбом выпущен весной 1993 года фирмой «Jeff Records» и считается первым трибьютом в истории русского рока. Пластинка получила название «Отчёт 1983—1993». 
Юбилейные концерты прошли в мае в разных городах: в Ленинградском дворце молодёжи (Санкт-Петербург) и в ДК. имени Горбунова (Москва). В них участие принимали такие рок-группы, как: «Чайф», «Агата Кристи», «Апрельский марш», «Настя», а также «ДДТ», «Алиса» и «Машина времени».

## Список композиций
| №   | Название                              | Исполнитель           | Длительность |
| --- | ------------------------------------- | --------------------- | ------------ |
| 1.  | «Я хочу быть с тобой»                 | Лора и А. Могилевский | 4:22         |
| 2.  | «Эта музыка будет вечной»             | А. Потапкин           | 3:17         |
| 3.  | «Алчи, Алчи»                          | А. Пантыкин           | 1:46         |
| 4.  | «Ястребиная свадьба»                  | А. Пантыкин           | 3:20         |
| 5.  | «Падал тёплый снег»                   | «Апрельский марш»     | 5:47         |
| 6.  | «Летучий фрегат»                      | «Настя»               | 3:54         |
| 7.  | «Песня в защиту женщин»               | «Чайф»                | 3:49         |
| 8.  | «Всего лишь быть»                     | «Ассоциация»          | 4:03         |
| 9.  | «Бриллиантовые дороги»                | В. Осинский           | 3:45         |
| 10. | «Прогулки по воде»                    | «Выход»               | 3:27         |
| 11. | «Синоптики»                           | «Отражение»           | 3:39         |
| 12. | «Я хочу быть с тобой»                 | «Аквариум»            | 5:38         |
| 13. | «Последнее письмо» (Гудбай, Америка…) | «Агата Кристи»        | 3:49         |